# XO-1
XO-1 (BD+28 2507 / TYC 2041-1657-1) es una estrella en la constelación de Corona Boreal de magnitud aparente +11,32. Visualmente está situada a 100 minutos de arco de ι Coronae Borealis en dirección a la constelación de Serpens. Desde 2006 se conoce la existencia de un planeta extrasolar en órbita alrededor de esta estrella.
Al no existir medida de paralaje, la distancia de XO-1 respecto al sistema solar es incierta, cifrándose en 650 ± 65 años-luz.
XO-1 es una enana amarilla de tipo espectral G1V y 5750 K de temperatura semejante al Sol. Tiene una masa prácticamente igual a la masa solar y su radio es algo más pequeño, equivalente al 93% del radio solar.
Su metalicidad, basada en la abundancia de hierro, es superior a la del Sol ([Fe/H] = +0,015). Por el contrario, los contenidos relativos de sodio, silicio y níquel son menores que los de nuestra estrella.
La incertidumbre en la distancia no permite precisar su edad, estando comprendida en el rango de 2300 a 6930 millones de años; para una distancia de 650 años luz, la edad más probable es de 4740 millones de años, edad comparable a la del Sol.

## Sistema planetario
El planeta extrasolar, denominado XO-1b, fue descubierto en 2006 por el método del tránsito astronómico en el marco del Proyecto XO.
Tiene una masa equivalente al 90% de la masa de Júpiter y un diámetro un 18% mayor que el de este planeta.
Completa una órbita en torno a XO-1 en poco menos de 4 días a una distancia de sólo 0,0488 UA, siendo, por tanto, un planeta del tipo «Júpiter caliente».
Durante el tránsito el planeta eclipsa ligeramente a la estrella, produciéndose una disminución en el brillo de la misma de ≈ 2%.
| Nombre | Nombre | Semieje mayor      | Masa          | Radio            | Periodo orbital          | Descubrimiento |
| ------ | ------ | ------------------ | ------------- | ---------------- | ------------------------ | -------------- |
| XO-1b  | XO-1b  | 0,0488 ± 0,0005 UA | 0,9 ± 0,07 MJ | 1,184 ± 0,04, RJ | 3,941534 ± 0,000027 días | 2006           |